# Tanjung Bunga (Merbau)
Tanjung Bunga is een bestuurslaag in het regentschap Kepulauan Meranti van de provincie Riau, Indonesië. Tanjung Bunga telt 1000 inwoners (volkstelling 2010).